# Пічерно
Пічерно (італ. Picerno) — муніципалітет в Італії, у регіоні Базиліката,  провінція Потенца.
Пічерно розташоване на відстані близько 300 км на південний схід від Рима, 15 км на захід від Потенци.
Населення — 6002 особи (2014).
Щорічний фестиваль відбувається 9 травня. Покровитель — святий Миколай.

## Демографія
Населення за роками:

Станом на 1 січня 2023 року в муніципалітеті офіційно проживало 108 іноземців з 27 країн, серед них 55 громадян країн Євросоюзу та 1 громадянин України.

## Сусідні муніципалітети
- Бальвано
- Бараджано
- Потенца
- Руоті
- Савоя-ді-Луканія
- Тіто
- В'єтрі-ді-Потенца